# Pegado a ti (canción)
«Pegado a ti» es un sencillo promocional de Los Planetas editado para apoyar el lanzamiento del recopilatorio Canciones para una orquesta química. Singles y EP 1993 - 1999.

## Lista de canciones
1. Pegado a ti 2:36
2. David y Claudia 2:03